# El heredero ilegítimo
El heredero ilegítimo (en hangul, 로얄로더; romanización revisada, Royallodeo; literalmente, «Cargador real») es una serie de televisión web surcoreana dirigida por Min Yeon-hong y protagonizada por Lee Jae-wook, Lee Joon-young y Hong Soo-joo. Se estrenó en la plataforma Disney+ el 28 de febrero de 2024, y se emitió desde entonces hasta el 3 de abril, a razón de dos episodios cada miércoles durante seis semanas.
El título original coreano 로얄로더 es una expresión tomada del mundo de los juegos y deportes electrónicos que designa a quien logra una victoria o ganancia importante en su primera participación. También en la industria del espectáculo se llama así por analogía a los que alcanzan el estrellato con su trabajo de debut.

## Sinopsis
Kang In-ha ha tenido hasta ahora una vida marcada por la pobreza, pero descubre que es el hijo ilegítimo del propietario de un chaebol, un conglomerado empresarial. Rechazado por los miembros de su nueva familia, In-ha solicita la ayuda de su amigo de la infancia Han Tae-oh y de Na Hye-won, la hija de un recaudador de deudas, para  asumir el control del grupo. Los tres protagonistas quieren así abandonar su modesta condición y alcanzar la cima de la sociedad.

## Reparto

### Principal
- Lee Jae-wook como Han Tae-oh, hijo de un padre asesino, un hombre que trata de hacerse con el control de un grupo empresarial.[5][6][7]
- Lee Joon-young como Kang In-ha, un hijo ilegítimo del Grupo Kangoh, un conglomerado de empresas.[5][8]
- Hong Su-zu como Na Hye-won, hija de un cobrador de deudas.[9][10]

### Secundario
- Han Sang-jin como Kang In-joo, primogénito de la familia propietaria del Grupo Kangoh y presidente de Kangoh Resort. Es una persona impredecible que siempre se encuentra en el centro de todo tipo de escándalos.[11][12]
- Choi Jin-ho como Kang Jung-mo, el padre de In-joo, presidente del Grupo Kangoh. Cuando reconoce la ambición de Tae-oh, que aparece frente a él, le propone desarrollar el proyecto Royal Roader, el sueño de su vida.[13][14]
- Kim Ho-jung como Jang Geum-seok, presidenta de la fundación Kangoh Arts, segunda esposa de Jung-mo y madrastra de In-joo.[13]
- Lee Ji-hoon como Kang Sung-joo, segundo hijo de la familia de Jung-mo. Aunque todos los miembros del grupo lo reconocen por su extraordinaria inteligencia y su aguda personalidad, a menudo lo ignoran en casa. El estímulo de su madre Geum-seok contribuye al estallido de su complejo de inferioridad. [15][16]
- Choi Hee-jin como Kang Hee-joo, la hija menor de Jung-mo y Geum-seok, que tiende una mano a su hermanastro In-ha al tiempo que se enamora de su tutor Tae-oh.[13]
- Kim Young-joo como Yoon Hyang-mi, la madre de Hye-won; es una mujer egoísta que sueña con cambiar su vida a través de su hija.[17]
- Ko Chang-seok como Chae Dong-wook, maestro de Tae-oh cuando era profesor en la universidad de Hankuk, se convierte en director del Centro de Cooperación Win-Win, y planea utilizar a su exalumno para lograr sus propios objetivos.[18][19]
- Yoon Jong-hoon como Ko Hee-chan, director general del Grupo Daejong.[20]
- Heo Nam-jun como el fiscal Ha Myung-jin.[21]
- Jang Hyuk-jin como Choo Hyuk-jin, el secretario de Jung-mo.
- Choi Byung-mo como Han Kil-soo, el padrastro de Tae-oh.
- Woo Hyun como el jefe de la aldea.

## Producción y promoción
La serie está dirigida por Min Yeon-hong, quien ya dirigió en 2020 la serie de OCN Missing: The Other Side. El presupuesto de la producción asciende a 20 000 millones de wones. Los nombres de los tres protagonistas fueron anunciados en octubre de 2022; para la modelo y actriz Hong Su-zu se trata de su primer papel protagonista. El rodaje se realizó en 2023. Pocas semanas antes del estreno se dio noticia del nutrido grupo de prestigiosos actores secundarios.
El 8 de enero de 2024 se anunció la fecha de estreno de la serie; el 30 del mismo mes se publicaron el cartel principal y un avance de la misma. El 26 se había presentado la producción en el JW Marriott Dongdaemun Square, en Seúl, con la presencia del director y el trío de protagonistas.